# Ruth Bradley
Sharon Ruth Bradley (Dublino, 24 gennaio 1987) è un'attrice irlandese nota per aver interpretato Emily Merchant in Primeval e Karen Voss in Humans.
Nel corso della sua carriera ha avuto ruoli ricorrenti in Legend, The Innocence Project, Plus One e Love/Hate. Ha vinto per tre volte l'Irish Film and Television Award come "migliore attrice" e il premio nella stessa categoria al Film festival internazionale di Milano del 2010 per la sua interpretazione da protagonista nel film In Her Skin.

## Biografia
Le prime apparizioni sullo schermo di Sharon Ruth Bradley sono avvenute nel 2002 nella serie televisiva Ultimate Force (nel ruolo di Georgia Gracey) e nel film TV Sinners (nei panni di Angela).
Da allora ha avuto ruoli ricorrenti in The Clinic (3 episodi, 2003), Love Is the Drug (4 episodi, 2004), Legend (6 episodi, 2006), The Innocence Project (8 episodi, 2006-2007), Plus One (5 episodi, 2009) e Love/Hate (stagioni 1 e 2).
Nel 2007 ha vinto per la prima volta l'Irish Film and Television Award come "miglior attrice non protagonista" per il suo ruolo nella miniserie TV Stardust, in cui ha recitato nei panni di Antoinette Keegan, al fianco di Paul Gannon e Sarah Bolger.
Nel 2009, Bradley ha preso parte al film diretto da Simone North In Her Skin, la storia vera di un'adolescente australiana che si scopre essere stata uccisa, in seguito alla sua scomparsa, da un'amica d'infanzia (interpretata da Ruth Bradley). Per questa interpretazione ha vinto il premio come "migliore attrice" al Film festival Internazionale di Milano nel 2010.
Alla fine dello stesso anno, ha recitato il ruolo da co-protagonista nel film irlandese Grabbers - L'invasione degli ultrasbronzi, diretto da Jon Wright, uscito nell'agosto 2012 e successivamente proiettato in tutto il mondo. Per questo ruolo ha vinto nuovamente l'IFTA Award come "miglior attrice" nel 2013.
Ha avuto un ruolo ricorrente nei panni di Emily Merchant nella quarta e quinta stagione della serie televisiva fantascientifica Primeval di ITV.
Dal 2012 al 2014 ha interpretato la compagna Molly O'Sullivan nell'audio-serie drammatica di Doctor Who dal titolo Dark Eyes.
Dal 2015 al 2018 è apparsa nel ruolo di Karen Voss nella serie di fantascienza Humans di Channel 4/AMC.
Nel 2016 ha vinto il suo terzo IFTA Award come "miglior attrice protagonista" per il ruolo drammatico nella miniserie TV Rebellion, in cui ha recitato al fianco di Michael Ford-FitzGerald, Jordanne Jones e Brian Gleeson.
Nell'autunno 2019 ha interpretato Angie nella serie Guilt della BBC.

## Vita privata
Bradley è nata a Dublino, in Irlanda, dall'attrice vincitrice dell'IFTA Award Charlotte Bradley. Ha vissuto a Terranova, in Canada, da poco dopo la sua nascita fino all'età di cinque anni.
Successivamente si è iscritta al Trinity College di Dublino per studiare recitazione e lingue, ma ha abbandonato gli studi dopo tre settimane e si è trasferita a Londra per dedicarsi alla recitazione a tempo pieno.

## Filmografia

### Cinema
- Giovani aquile (Flyboys), regia di Tony Bill (2006)
- Alarm, regia di Gerard Stembridge (2008)
- In Her Skin, regia di Simone North (2009)
- L'invasione degli ultrasbronzi (Grabbers), regia di Jon Wright (2012)
- The Sea, regia di Stephen Brown (2013)
- Pursuit, regia di Paul Mercier (2015)
- Holidays, regia di Anthony Scott Burns, Kevin Kölsch e Nicholas McCarthy (2016)
- The Flag, regia di Declan Recks (2016)
- Daphne, regia di Peter Mackie Burns (2017)
- The Informer - Tre secondi per sopravvivere (The Informer), regia di Andrea Di Stefano (2019)
- Il prodigio (The Wonder), regia di Sebastián Lelio (2022)

### Televisione
- Sinners - film TV, regia di Aisling Walsh (2002)
- Ultimate Force - serie TV, episodio 1x05 (2002)
- The Clinic - serie TV, episodi 1x05-1x06-1x07 (2003)
- Love Is the Drug - serie TV, 4 episodi (2004)
- Showbands, film TV, regia di Ian Fitzgibbon (2005)
- The Golden Hour - miniserie TV, episodio 1x02 (2005)
- Stardust - miniserie TV, episodi 1x01-1x02 (2006)
- Legend - serie TV, 6 episodi (2006)
- The Innocence Project - serie TV, 8 episodi (2006-2007)
- Comedy Showcase - serie TV, episodio 1x03 (2007)
- Plus One - serie TV, 5 episodi (2009)
- Rásaí na Gaillimhe - serie TV, 4 episodi (2009)
- Love/Hate - serie TV, 10 episodi (2010-2011)
- Primeval - serie TV, 9 episodi (2011)
- Titanic - miniserie TV, 4 episodi (2012)
- Threesome - serie TV, episodio 2x03 (2012)
- Beauty and the Beast - film TV, regia di Yves Simoneau (2012)
- Horizon - film TV, regia di Yves Simoneau (2013)
- Big Thunder - film TV, regia di Rob Bowman (2013)
- Humans - serie TV, 20 episodi (2015-2018)
- Rebellion - miniserie TV, 5 episodi (2016)
- The Fall - Caccia al serial killer (The Fall) - serie TV, 5 episodi (2016)
- Philip K. Dick's Electric Dreams - serie TV, episodio 1x06 (2017)
- The Split - serie TV, episodio 1x02 (2018)
- Agatha e la verità sull'omicidio del treno - film TV, regia di Terry Loane (2018)
- Guilt - serie TV, 4 episodi (2019)
- Il giovane ispettore Morse (Endeavour) - serie TV, episodio 8x01 (2021)
- Ted Lasso - serie TV, 4 episodi (2021)

### Cortometraggi
- Love, regia di Ben Sedley (2009)
- Breakfast Wine, regia di Ian Fitzgibbon (2013)
- St. Patrick's Day, regia di Gary Shore (2016)
- Last Words, regia di Mike Fisher (2017)

### Doppiaggio
- Doctor Who: Dark Eyes - voce di Molly O'Sullivan, 9 episodi (2012-2014)